# Quella Vecchia Locanda (album)
Quella Vecchia Locanda è un album dei Quella Vecchia Locanda pubblicato nel 1972.

## Il disco
L'album viene pubblicato nel mese di giugno del 1972, dopo l'arrivo nel gruppo di Donald Lax, violinista statunitense. Nel disco si possono subito notare le influenze classiche e la notevole complessità e genialità nelle canzoni. Vengono soprattutto messi in evidenza l'utilizzo del violino e del flauto. Apre l'album Prologo, brano nella parte iniziale di puro rock con i vari ingressi di tutti i strumenti per poi evolversi verso la conclusione in una melodia acustica. L'inizio del secondo brano è in stile vivaldiano grazie al violino di Lax mentre nel terzo viene messa in evidenza la chitarra acustica. Immagini sfuocate, il quarto brano dell'album, inizia con una bella sovrapposizione di violino e flauto, continuando lo stile utilizzato nei due brani precedenti salvo poi trasformarsi in un rock energico verso il finale. Il cieco ha la parte iniziale e finale grintosa, o quasi, perché gli ultimi secondi del brano sono caratterizzati da un incrocio tra il violino e pianoforte. Dialogo è l'esempio del rock progressivo sviluppato dal gruppo con l'assolo di clarinetto, un finale pieno di effetti sonori ed un basso che la fa da padrone. Verso la locanda è un perfetto equilibrio tra la parte ritmica e quella acustica, mentre nella traccia finale del gruppo è il pianoforte a dominare per quasi l'intero brano con una parte iniziale spettacolare, cedendo il passo al violino e al flauto nella parte centrale, per poi rientrare per concludere il brano e l'album.
L'assolo di clarinetto suonato in Dialogo è eseguito da Peter Z. Lax, fratello di Donald, ma questi non viene menzionato nel disco.

## Tracce
Testi di Giacomo Dell'Orso.
1. Prologo – 5:02
2. Un villaggio, un'illusione – 3:53
3. Realtà – 4:15
4. Immagini sfuocate – 3:02
5. Il cieco – 4:15
6. Dialogo – 3:43
7. Verso la locanda – 5:17
8. Sogno, risveglio e... – 5:13

Durata totale: 34:40

## Formazione
- Giorgio Giorgi - voce solista, flauto, ottavino.
- Raimondo Maria Cocco - chitarra elettrica, chitarra acustica, chitarra 12 corde, voce, clarinetto
- Massimo Roselli - pianoforte, organo, mellotron, Moog, cetra elettronica, spinetta, voce
- Romualdo Coletta - basso, generatore di frequenze
- Patrick Traina - batteria, percussioni
- Donald Lax - violino classico/elettrico